# Трновац Глински
Трновац Глински је насељено мјесто на подручју града Глине, Банија, Република Хрватска.

## Историја
Трновац Глински се од распада Југославије до августа 1995. године налазио у Републици Српској Крајини.

## Становништво
| Националност       | 1991. | 1981. | 1971. | 1961. |
| Срби               | 158   | 222   | 305   | 355   |
| Југословени        |       | 2     | 1     |       |
| Хрвати             | 1     | 1     |       | 1     |
| Муслимани          |       |       | 1     | 1     |
| остали и непознато | 4     |       | 2     |       |
| Укупно             | 163   | 225   | 309   | 357   |

| Демографија | Демографија | Демографија |
| Година      | Становника  | Становника  |
| ----------- | ----------- | ----------- |
| 1961.       | 357         |             |
| 1971.       | 309         |             |
| 1981.       | 225         |             |
| 1991.       | 163         |             |
| 2001.       | 46          |             |
| 2011.       |             | 31          |